# Cúp bóng đá Phần Lan 2000
Cúp bóng đá Phần Lan 2000 (tiếng Phần Lan: Suomen Cup) là mùa giải thứ 46 của giải đấu cúp bóng đá thường niên ở Phần Lan. Giải được tổ chức theo hình thức giải đấu loại trực tiếp và việc tham gia giải là tự nguyện. Trận chung kết diễn ra ở Sân vận động Finnair, Helsinki vào ngày 10 tháng 11 năm 2000 và HJK đánh bại Kotkan TP với tỉ số 1-0 trước sự chứng kiến của 3.471 khán giả.

## Các vòng đầu
Không có kết quả.

## Vòng Bảy
| Thứ tự | Đội nhà          | Tỉ số | Đội khách      | Thông tin |
| ------ | ---------------- | ----- | -------------- | --------- |
| 1      | AC Vantaa        | 5-1   | KontU Helsinki |           |
| 2      | Jokerit Helsinki | 1-2   | KTP Kotka      |           |
| 3      | FC Hämeenlinna   | 2-3   | FC Lahti       |           |
| 4      | HJK Helsinki     | 3-0   | United Tampere |           |

| Thứ tự | Đội nhà          | Tỉ số        | Đội khách         | Thông tin |
| ------ | ---------------- | ------------ | ----------------- | --------- |
| 5      | Jaro Pietarsaari | 1-0 (s.h.p.) | MyPa Anjalankoski |           |
| 6      | RiPS Riihimäki   | 1-0          | TPS Turku         |           |
| 7      | VJS Vantaa       | 0-4          | VPS Vaasa         |           |
| 8      | Haka Valkeakoski | 1-2 (s.h.p.) | Inter Turku       |           |

## Tứ kết
| Thứ tự | Đội nhà   | Tỉ số | Đội khách      | Thông tin |
| ------ | --------- | ----- | -------------- | --------- |
| 1      | FC Lahti  | 3-0   | AC Vantaa      |           |
| 2      | KTP Kotka | 5-0   | RiPS Riihimäki |           |

| Thứ tự | Đội nhà      | Tỉ số | Đội khách        | Thông tin |
| ------ | ------------ | ----- | ---------------- | --------- |
| 3      | HJK Helsinki | 4-0   | Jaro Pietarsaari |           |
| 4      | VPS Vaasa    | 1-3   | Inter Turku      |           |

## Bán kết
| Thứ tự | Đội nhà   | Tỉ số | Đội khách | Thông tin |
| ------ | --------- | ----- | --------- | --------- |
| 1      | KTP Kotka | 3-0   | FC Lahti  |           |

| Thứ tự | Đội nhà      | Tỉ số | Đội khách   | Thông tin |
| ------ | ------------ | ----- | ----------- | --------- |
| 2      | HJK Helsinki | 2-1   | Inter Turku |           |

## Chung kết
| Thứ tự | Đội 1        | Tỉ số | Đội 2     | Thông tin       |
| ------ | ------------ | ----- | --------- | --------------- |
| 1      | HJK Helsinki | 1-0   | KTP Kotka | Khán giả: 3,471 |